# LUNAR ETERNAL BLUE
『LUNAR エターナルブルー』（ルナ エターナルブルー）は、1994年12月22日に日本のゲームアーツから発売されたメガCD用ロールプレイングゲーム。
同社の『LUNARシリーズ』（1992年 - 2005年）の第2作である。魔法世界ルナを舞台に主人公のヒイロを操作し、少女ルーシアがアルテナ神団に捕らわれる事を阻止するのが目的。メガCD末期に登場した作品であり、発売時には「MEGA-CD最後の超大作」とのキャッチコピーが打たれた。また、日本国内発売版のみシングルCD（おまけドラマ+歌）が同梱されていた。
後にリメイク作品としてセガサターン版（以下SS版）が1998年7月23日にCD2枚組発売され、ナンバリングが施された『LUNAR2 エターナルブルー』のタイトルを冠した。さらに後に、PlayStation版（以下PS版）が1999年5月27日にCD3枚組で発売。PS版はSS版にはなかった各種追加要素が存在する。その後、2015年9月16日にはPSアーカイブスとしてPS版が配信された。
2025年4月18日には本作（LUNAR2）と前作の『シルバースターストーリー』版のリマスターを収録した『LUNAR リマスターコレクション』が発売された。

## ゲーム内容
前作『LUNAR ザ・シルバースター』のシステムをほぼ踏襲している。人と会話をして情報を集め、戦闘で経験値と所持金を増やし、冒険をしていくオーソドックスなRPGである。戦闘システムは射程や移動距離など、「長さ」の概念を搭載し、戦略的な戦闘が出来るようになっている。
また、最終ボスを撃破しエンディングを迎えても物語は終わらず、新たな旅が始まるという構成になっている。クリア後に出現するダンジョンを攻略する事によって真のエンディングに到達出来る。

## ストーリー
プロローグ
最後のドラゴンマスター・アレスの冒険譚から長い時が経ち、彼らの活躍がルナに住む人々の記憶から薄れて伝説となってしまったころ、アルテナ神団を名乗る教団が現れた。彼らは女神アルテナの名の下にルナを強力に統べようとしていた。
そんな中、ひとりの少女が凍てついた青き星で目覚めた。天空に輝くルナを見て、彼女は「まだ目覚めのときではないのに……」とつぶやく。
序盤
考古学者の卵であるヒイロは、ルナに存在する最古の遺跡ともされる『青き塔』を発掘していた。まんまと『竜の目』と呼ばれる宝を入手したヒイロの前にまばゆい光が走り、少女が姿を現わした。彼女は「わたしの名はルーシア。青き星からやってきました。この世界は危機に瀕しています」と言う。
強力な魔法を操り、塔に棲む魔物を一掃するほどの力を持つルーシアであったが、かつて青き星を滅ぼしたゾファーの前にその力を奪われてしまう。ヒイロは、ルーシアを女神アルテナに会わせるために、共に冒険に旅立つ。
だが、なぜかアルテナ神団は彼女を「ルナを滅ぼそうとする魔王」として捕らえようとする。ふたたび魔法世界ルナに異変が起きようとしていた。アルテナ神団の妨害もありながら、仲間達と旅を続けるヒイロの前に、かつて女神アルテナに反逆しドラゴンマスターアレス達によって倒された魔法皇帝ガレオンが現れ、何度も敵対するようになる。
中盤
その後、長い冒険を経てようやくアルテナのいる場所に辿り着くが、アルテナ神団のアルテナは名前を騙っているだけの偽者で、復活した破壊神ゾファーの手先だったのだ。本物のアルテナは遥か昔に人間に転生して、女神としての役割を終えていたことが判明する。
アルテナの代わりに、ルーシアが世界中の魔法力を集めてゾファーを再び封印しようとするが、魔法力の解放を寸前で止めてしまう。アルテナの力とは『創造』であり、その為にはまず『破壊』する必要があるという。その規模は星を丸ごと呑み込む程であり、かつてゾファーにより青き星が滅ぼされたというのは誤りであり、アルテナがゾファーの封印と引き換えに青き星を滅ぼしてしまったというのだ。
ゾファーを封印する為にその力を解放するという事は、この世界『LUNAR』を滅ぼしてしまう事に他ならず、ヒイロ達との長い旅で育んだ想い出がルーシアの決断を鈍らせてしまう。その一瞬の油断により、ルーシアはアルテナの力と一緒にゾファーに取り込まれ「創造と破壊の力」が合わさったことで、ゾファーは最強の存在となってしまう。
終盤
ゾファーに手も足も出ないヒイロだが、旅の最中に何度も敵として立ちはだかったガレオンに叱咤され、ルーシアを取り戻すため戦う力を取り戻す。人間の力を見下し圧倒的な力で勝ち誇るゾファーだが、ヒイロ達は諦めることなく、ルーシアと共にゾファーを討ち滅ぼし、神の時代を完全に終わらせた。
全てが無事に終わったかに思えたが、ルーシアはヒイロに別れを告げ、青き星へと帰ってしまう。いつの日か来るであろう青き星の再生を、たった一人で待ち続けるために再び眠りにつくのであった。
エピローグ
その後、ヒイロはルーシアが眠る青き星へ行くと決め、世界中の遺跡を探索して情報収集をした結果、世界のどこかにいる星竜に認められれば青き星に行けるとわかり、星竜を見つけ出して戦闘で勝利を収めて青き星へ向かう。ヒイロに気付いて目覚めたルーシアと共に、再生が始まった青き星でキスを交わし、物語は幕を閉じる。

## 登場キャラクター

### メインキャラクター
ヒイロ
声 - 緑川光
本作の主人公。16歳。四竜やドラゴンマスターなど、ルナに伝わる伝説は全て事実だと信じている少年。右頬に入れ墨がある。考古学者の祖父・グェンと共に「青き塔」の調査をしていたところ、そこで謎の少女・ルーシアと運命的な出会いを果たす。次第にルーシアに惹かれていき、彼女を守りたい、彼女の力になりたいと思うようになる。戦闘では剣技や風魔法、および風魔法で強化したブーメランや剣技を使う。
エンディング後は青き星へと去ったルーシアを追って再び旅に出る。数々の困難を乗り越え、仲間達に見送られながら青き星へ旅立つ。
ルーシア
声 - 横山智佐
ヒイロが青き塔で出会った謎の少女。年齢不詳。荒廃した「青き星」の復興のために眠りについていたが、何故か目覚めてしまう。一度も人と触れ合ったことがないために世間知らずだった。おまけにヒイロに裸を見せても動じないなど羞恥心も皆無。アルテナの女神に会うためにヒイロと共に旅に出る。しかし、旅を続けるうちに人間的な感情が芽生えていき（ヒイロに水浴び姿を見られるのを恥ずかしがるなど羞恥心も出てくる）、同時にヒイロに対する信頼と愛情も育っていく。
戦闘時のルーシアは常にAIで行動するため、プレイヤーは操作出来ない。また、パラメータも見ることが出来ない。さらにAIの特徴として、ヒイロと出会った最初は自分だけのために補助魔法を使ったり、戦闘から勝手に逃走したり、ヒイロを信頼していないことがその行動の節々に現れる。しかし、ヒイロと旅を続けるにつれて心を開いていくルーシアと同時に、AIもヒイロ達に対して補助魔法や回復魔法を使用したりするようになるなど、行動様式も変化していく。余談だが、回復魔法を使う際には他のキャラクターが瀕死でない限り、ヒイロが優先的に選ばれる。ヒイロに対する好意の表れといえる。
終盤で（実質的にレオと入れ替わる形で）パーティから離脱し、ゾファー最終形態戦で一時的にヒイロと共に戦うものの、その後はエンディングまで戻って来る事は無い。
ゾファーが倒された後はヒイロに想いを告げて青き星へと帰って行く。そして再び眠りにつく。
真エンディングで青き星に到達したヒイロの手で再度覚醒。後日談のCDドラマによると、経緯は不明だがその後LUNARでヒイロやルビィたちと暮らしているようだ。
貨幣経済をよく理解しておらず、特に役に立ちそうにない小さな銀の円盤（お金）と品物をなぜ交換してもらえるのか、買い物の度に不思議に思っている。
MCD版のおまけ音声によると、勝手に買い食いをさせるとヒイロが破産するほど食べるらしい。
ルビィ
声 - 西原久美子
正体不明の生き物。桃色のネコに羽が生えたような姿をしている。年齢不詳。ヒイロが幼い頃から一緒にいてヒイロのことが好き。そのため、ルーシアに惹かれていくヒイロに嫉妬している。ネコ扱いされるのを嫌い、炎を吐く。魚が大好物。赤竜の子供であると言い張っているが本当に赤竜でその記憶を失っている。戦闘では常に上空で飛行していて、時々ターンの最後に攻撃をしてくれる事があり、赤竜の力を取り戻すと攻撃力が増すが、ボスには攻撃しない。また、メニュー画面のアイコンの役割も果たしている。
ロンファ
声 - 置鮎龍太郎
アルテナ神団の元神官。19歳。アルテナ神団に所属していたがとある事件がきっかけで神団に幻滅し、神官を辞めて酒や博打に耽るようになる。神官としての腕は確かで、様々な回復技を使用する。ヒイロのルーシアに対する真っ直ぐな気持ちを目の当たりにし、共に旅立つことを決意する。レオとは親友、マウリとは恋人同士。戦闘では回復技の他、サイコロを使った運要素がある技も数種類取得する。
老け顔で、子供に「おじさん」と呼ばれたり、実年齢を初めて知った人に驚かれたりすることが多い。
ジーン
声 - 久川綾
キャラバンの踊り子。18歳。かつては魔竜拳と呼ばれる暗殺拳の使い手だったが、そのありように疑問を感じ、脱走してキャラバンに拾われ、その過去を隠して踊り子となる。ある時ヒイロ達と出会い、自分の過去と向き合う決意をする。後に拳法家としてヒイロ達の仲間になる。その際は武器が扇子から拳や爪に変わり、装備できる防具も変化する。舞いの力を魔法として使う。服装も踊り子から武闘家風になる。
レミーナ・オーサ
声 - 林原めぐみ
魔法都市ヴェーン・魔法ギルドの現当主。16歳。『LUNAR ザ・シルバースター』のミア・オーサの子孫で、何となく似てはいるが性格は正反対。衰退した魔法ギルドを復興しようとするあまり、物事は全て損得を第一として考えてしまう。ヒイロとルーシアをその魔法ギルドの先生にするために同行することになる。
当初は人間の価値を魔法力の強弱で図る価値観の持ち主であり、魔法力が自分より弱いボーガンもそれを理由に蔑んでいた。しかし、ボーガンがネオヴェーンでその思想を実践した結果を実見して考えを改めた。
レオ
声 - 太田真一郎
アルテナ神団を統括する四人の幹部の一人で通称白の騎士。（偽の）女神アルテナから白竜の力と竜汽船バルガンを与えられている。19歳。獣人族。マウリの実兄でロンファとは幼馴染。若いながら剣の腕は一流で土魔法も使える。アルテナ神団に忠誠を誓っており、最初は神団の命に従ってルーシアを魔王として捕まえようとする。しかし、次第にアルテナ神団に疑問を感じるようになり、それを確かめるためにヒイロ達の仲間になる。良くも悪くも一直線な性格でその思いのため、暴走することも。
本編中は一時加入の場合が多く、正式に仲間になるのは終盤である為あまり自由に育てる事が出来ない。エンディング後は自由に連れ出せる。
後日談CDドラマではルビィとマウリの手によってジーンと交際を始めた。
グェン
声 - 佐藤正治
考古学者。獣人族。ヒイロの育ての親。ヒイロには「グェンじいちゃん」と呼ばれているが、本当の祖父ではない。多くの遺跡を調査研究しており、「青き塔」もそのひとつ。リメイク版では特定の武器と紋章の組み合わせでしか使えないレアな技である「ラストウェポン」、「ラストアーマー」を唯一憶えるキャラクターである。

### サブキャラクター
ラムス
メリビアの豪商「ラムス商店」の当主で、『LUNAR ザ・シルバースター』のラムス・ファーマインの子孫。レミーナ・オーサの幼馴染でもある。
ラムス商店の跡継ぎは代々「ラムス」の名前を受け継ぐため、祖父も名前は「ラムス」である。祖父が現当主を呼ぶときは「ジュニア」と呼ぶ。
かつてのラムス商店は豪商の名にふさわしい規模を誇っていたものの、前当主であるラムスの祖父が放蕩のためにラムス商店を没落させてしまったために現在は商店復興のために奔走しており、同じく魔法ギルドの復興に当たっているレミーナとどちらが先に復興を成功させるかを競っている。
ミリア・オーサ
声 - 林原めぐみ（ドラマCDのみ）
魔法ギルド前当主でレミーナの母親。非常におっとりとした性格だが懐は深い。
ナル
声 - 松本梨香
キカイ山（前作のキカイ城の名残）で孤児の面倒を見ている少年。実は前作「ルナ」に登場した白竜でアレスの愛剣を形見として持っている。本人曰く少年の容姿なのは、その姿を気に入っている為。キカイ山の孤児達はナルの外見年齢よりも成長すると巣立たなければならない。
ルーナ
声 - メガCD版・井上喜久子 / PS版、SS版・池田昌子
女神アルテナが最後に転生した女性。ルーシアにその思いを伝えるため、女神の塔に記録を残す。
ドラゴンマスター・ガレオン
声 - 納谷六朗
『ザ・シルバースター』に登場した魔法皇帝・ガレオンと同一人物。ゾファーの力によって復活し、（偽の）ドラゴンマスターとなる。表向きはヒイロの敵として振る舞っているが、実際はかつての悪行の罪滅ぼしとしてルナを守るためにヒイロ達の「力」に賭けていた。

### アルテナ神団
破壊神ゾファー
声 - 家弓家正
かつて、「青き星」を壊滅させた破壊神。女神アルテナによって封印されるが、復活する。絶対神になるため、アルテナと同等の力を持つルーシアの力を手に入れるべく付け狙っている。
女神アルテナ
声 - メガCD版・井上喜久子 / PS版、SS版・新山志保
数年前に転生した女神とされるが、実はゾファーによって力を与えられただけのただの人間。来るべき災厄のために人々を支配しようとアルテナ神団を作る。実際はゾファーの傀儡に過ぎず、最後は魔物にされてしまう。

#### 四英雄
ライナス
声 - メガCD版・矢田耕司 / PS版、SS版・佐藤正治
アルテナ神団を統括する四人の幹部の一人で通称青の拳聖。（偽の）女神アルテナから青竜の力を与えられている。武道の達人であり、究極の拳術を追い求めている。メリビアを治めている。実は正体を隠してジーンに魔竜拳を教えた存在。
マウリ
声 - 渡辺久美子
アルテナ神団を統括する四人の幹部の一人で通称赤の神官。獣人族。（偽の）女神アルテナから赤竜の力を与えられている。レオの実妹であり兄思いで優しい少女であったが、重い疫病を患ったときにアルテナより与えられた薬を飲んだせいで性格が変わってしまった。実は飲んだ薬はゾファーの血で、それによって人格を上書きされ、その後ずっと操られていた。その間、本来のマウリの心はロンファが助けてくれることをずっと待っていた。
後日談CDドラマではロンファ、レオと仲良く暮らしている様子が描かれている。
ボーガン
声 - 郷里大輔
アルテナ神団を統括する四人の幹部の一人で通称黒の魔導師。元々は魔法力が全く無かったが、（偽の）女神アルテナに与えられた黒竜の力を使って「ネオヴェーン」を作り支配している。
かつてヴェーンに属していたが、離脱するときに大勢の魔法使いたちを引き抜いていった。
あくの強い性格であり、レミーナとは犬猿の仲。しかし、恩義のあるミリアを敬愛して丁重に接するなど、性根からの極悪人というわけではない。
外伝的小説である『レミーナただいま修行中!』では魔法力が生まれつき欠如した体質であり、魔法使いとしての素質が全くなかった彼に研究者としての生き方を示してくれたことからミリアを敬愛するようになった経緯が記されている。また先物取引の才に優れていることも記されており、魔法使いたちの引き抜き資金などはこれで稼いだようだ。

## 他機種版

### 一覧
| No. | タイトル                                  | 発売日                       | 対応機種                                            | 開発元                                    | 発売元                                    | メディア                         | 型式          | 備考                                                 | Ref.              |
| --- | ----------------------------------------- | ---------------------------- | --------------------------------------------------- | ----------------------------------------- | ----------------------------------------- | -------------------------------- | ------------- | ---------------------------------------------------- | ----------------- |
| 1   | LUNAR2 エターナルブルー                   | 1998年7月23日                | セガサターン                                        | ゲームアーツ ヴァンガード                 | 角川書店 ESP                              | CD-ROM2枚組                      | T-27906G      |                                                      |                   |
| 2   | LUNAR2 エターナルブルー                   | 1999年5月27日 2000年12月15日 | PlayStation                                         | ゲームアーツ                              | 角川書店                                  | CD-ROM3枚組                      | SLPS-02081～3 |                                                      |                   |
| 3   | Kadokawa The Best LUNAR2 エターナルブルー | 2000年9月7日                 | PlayStation                                         | ゲームアーツ                              | 角川書店                                  | CD-ROM3枚組                      | SLPS-02966～8 |                                                      |                   |
| 4   | LUNAR2 エターナルブルー                   | 2015年9月16日                | PlayStation 3 PlayStation Portable PlayStation Vita | ゲームアーツ                              | ゲームアーツ                              | ダウンロード （PSアーカイブス）  | -             |                                                      | [ 2 ] [ 3 ] [ 4 ] |
| 5   | LUNAR エターナルブルー                    | 2022年10月27日               | メガドライブ ミニ2                                  | エムツー                                  | セガ                                      | プリインストール                 | HAA-2524      | メガCD版の移植                                       |                   |
| 6   | LUNAR リマスターコレクション              | INT 2025年4月18日            | Nintendo Switch PlayStation 4 Xbox One Steam        | ガンホー・オンライン・ エンターテイメント | ガンホー・オンライン・ エンターテイメント | ダウンロード BD-ROM ゲームカード |               | 『シルバースターストーリー』と『LUNAR2』のリマスター |                   |

### MCD版、リメイク版、それぞれの違い
リメイク版はMCD版と比べてアニメーションのデジタル化と追加、シナリオの修正などが行われているが、話の大筋は変わっていない。大まかな変更点は以下の通り。
- ワールドマップ移動時のエンカウントの廃止
- ダンジョン内はシンボルエンカウントに変更
- ワールドマップが狭く簡単になり、多くのダンジョンの構造も優しく変更された
- 魔法成長システムの変更（ポイント割り当てによる魔法成長システムの削除）
- アイテム所持システムの変更
- 紋章システムの追加
- ほぼボイスのアドリブが変化
- 一部キャストが違う

### SS版とPS版の違い
後発であるPS版では、SS版と比べて以下の違いがある。
- フィールド上のキャラクターの細かいモーションアニメの追加（ヒイロのダッシュモーション等）
- ブロマイドの追加
- 第1部エンディングが止め絵でなくアニメに
- 隠しダンジョン（勇者の迷宮・夢幻の回廊）とそこにしか出現しない敵、およびそこでしか手に入らないレアアイテムの追加
- 第2部エンディング（真エンディング）の青き星とルナの周囲に彗星が現れる

## 音楽
テーマソング
- 「光と影の輪舞」
  - 歌：横山智佐
  - 作詞：溝口功/作曲：岩垂徳行/編曲：大熊謙一
- 「ADVENTURE ROAD 〜新たなる船出〜」
  - 歌：緑川光
  - 作詞：溝口功/作曲：岩垂徳行/編曲：岩垂徳行
- 「ETERNAL BLUE 〜永遠の想い〜」
  - 歌：横山智佐
  - 作詞：汐海裕/作曲：岩垂徳行/編曲：岩垂徳行
- 「おカネがいちばん」
  - 歌：林原めぐみ
  - 作詞：溝口功/作曲：岩垂徳行/編曲：岩垂徳行
- 「おかねがいちばん」
  - 歌：郷里大輔
  - 作詞：ドン・マッコウ/作曲：岩垂徳行/編曲：岩垂徳行
- 「らぶらぶ・ふぁにい」
  - 歌：西原久美子
  - 作詞：ドン・マッコウ/作曲：岩垂徳行/編曲：岩垂徳行

## スタッフ
- ディレクター、プログラム・ディレクター：小山洋幸
- 原作、シナリオ・ディレクター：重馬敬
- グラフィック・ディレクター：安住政敏
- システム・プログラム、チーフ・プログラマー：KUMA（本間直純）
- メイン・シナリオ：火野峻志
- ビジュアル・ディレクター、サウンド・スーパーバイザー、スクリーンプレイ：赤司俊雄（企画デザイン工房戦船）
- デザイン・ワークス：佐藤肇
- 音楽ディレクター：溝口功（ツーファイブ）
- インターフェイス、バトル・デザイン、マジックFX、モンスター・コーディネーション：島田政幸
- バトル・プログラム：MIKEY（石川雅生）
- バトル、ダンジョン・コーディネーション、チーフ・エディター：DADDY（おおくぼひろあつ）
- アシスタント：おかわらよしやす、わたなべけいすけ、はしもとみつる
- マップ・コンストラクション、シナリオ・プログラム：原田修、上條有
- シナリオ：重馬敬、かわはらなおこ、はすかわりょうしろう
- キャラクター・デモ・プログラム：岡部博明、EDDIE（工藤直樹）
- イメージ・ボード：佐藤肇、前田真宏、拔山敏弘
- グラフィック：安住政敏、和田めい子、河野満、菅谷一輝、すずきごう（ヴァンガード）、やまざきとおる（ヴァンガード）、やまぐちあつし (JAM)、さくらだなおこ (JAM)、いとうまさのり (JAM)、水野忠夫
- フィールド・デザイン：小林貞夫
- モンスター・グラフィック・デザイン：横田幸次
- マネージメント：松岡誠、たがわしげひろ
- 主要アニメーション：窪岡俊之、小曽根正美、つかもとあつし、大倉雅彦、竹内敦志、高橋勇治、米田宏、井上英二、にしだまさあき、拔山敏弘、斎藤潤一郎
- アニメーション・セカンド・ユニット：番場進、押木賢、吉田聡士、鈴木康弘、スタジオディーン
- オープニング、エンディング・アニメーション・エディター：藤田真哉
- デモ・アニメーション・チーフ・エディター：池谷昌彦
- デモ・アニメーション・プログラム：小山洋幸、金井秀樹
- アニメーション・グラフィック、ペインティング：近藤康弘、早川真吾、鈴木一哉、いけだいさむ、もちづきりさ、平松孝行、人見直行、BELL、三輪恵美（ビッツラボラトリー）、小山匡彦
- 原譜、日本語詞：岩垂徳行（ツーファイブ）、溝口功（ツーファイブ）
- 編曲：大熊謙一（ツーファイブ）
- サウンド・エンジニア、チーフ・エンジニア：上條有
- エンジニア：西隆宏、松田明男
- スーパーバイザー：石井一豊
- エグゼクティブ・プロデューサー、ゼネラル・ディレクター：宮路洋一

## 評価
- ゲーム誌『ファミコン通信』の「クロスレビュー」では、7・5・6・6の合計24点（満40点）、『メガドライブFAN』の読者投票による「ゲーム通信簿」での評価は以下の通りとなっており、25.4点（満30点）となっている。

| 項目 | キャラクタ | 音楽 | お買得度 | 操作性 | 熱中度 | オリジナリティ | 総合 |
| 得点 | 4.5        | 4.5  | 4.0      | 4.0    | 4.5    | 3.9            | 25.4 |
- ゲーム本『メガドライブ大全』（2004年、太田出版）では、「アニメがあまりに美しい」とアニメーションに関して絶賛した他、登場キャラクターが美少女ばかりであると指摘した上で「ハーレム気分が味わえるのもポイント」と肯定的に評価した。

## 関連商品

### 小説
- LUNAR2〜エターナルブルー〜青き星のルーシア 全3巻（1998年7月 - 9月、角川スニーカー文庫）
  - 著：細江ひろみ、原作：重馬敬、イラスト：船戸明里
- LUNAR2〜エターナルブルー〜レミーナただいま修行中（1999年、角川スニーカー文庫）
  - 著：細江ひろみ、原作：重馬敬、イラスト：船戸明里

### 漫画
- LUNAR 幼年期の終り (1995年、ドラゴンコミックスエイジ)
  - 著：船戸明里、原作：重馬敬

- Lunar 2 eternal blue（1999年、あすかコミックスDX）
  - 著：成瀬かおり、原作：重馬敬